# Trałowce projektu 207

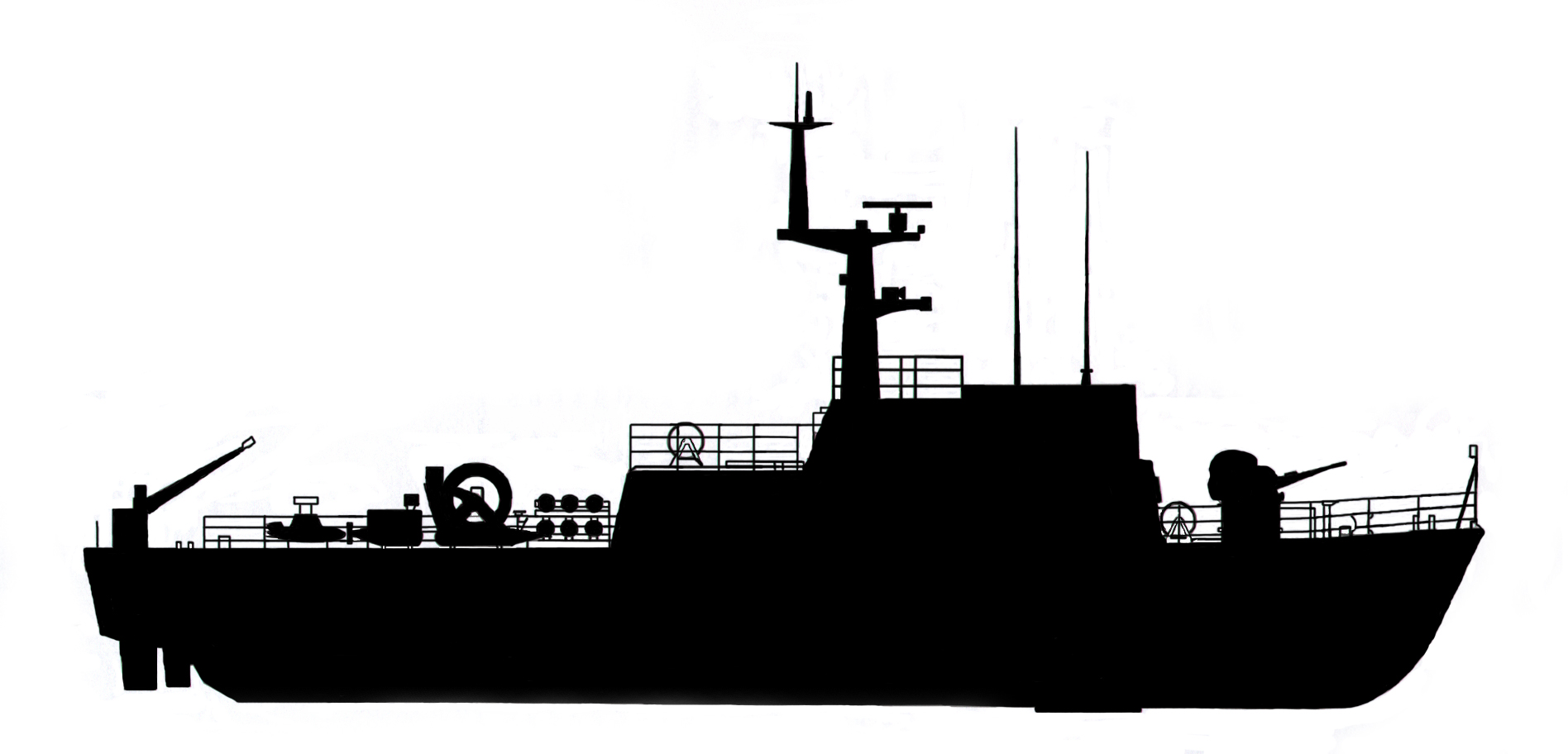
Sylwetka jednostek proj. 207

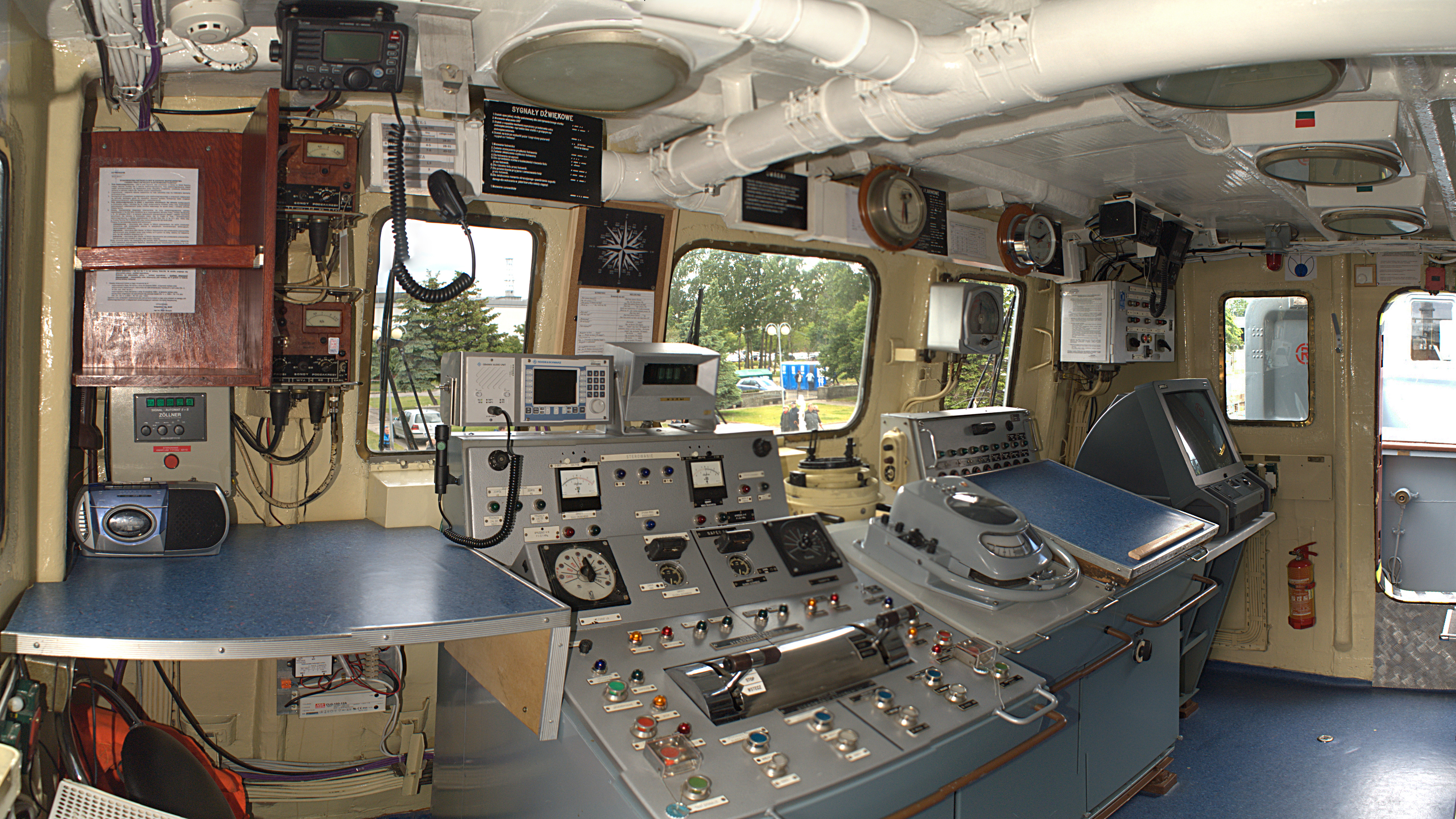
Główne stanowisko dowodzenia

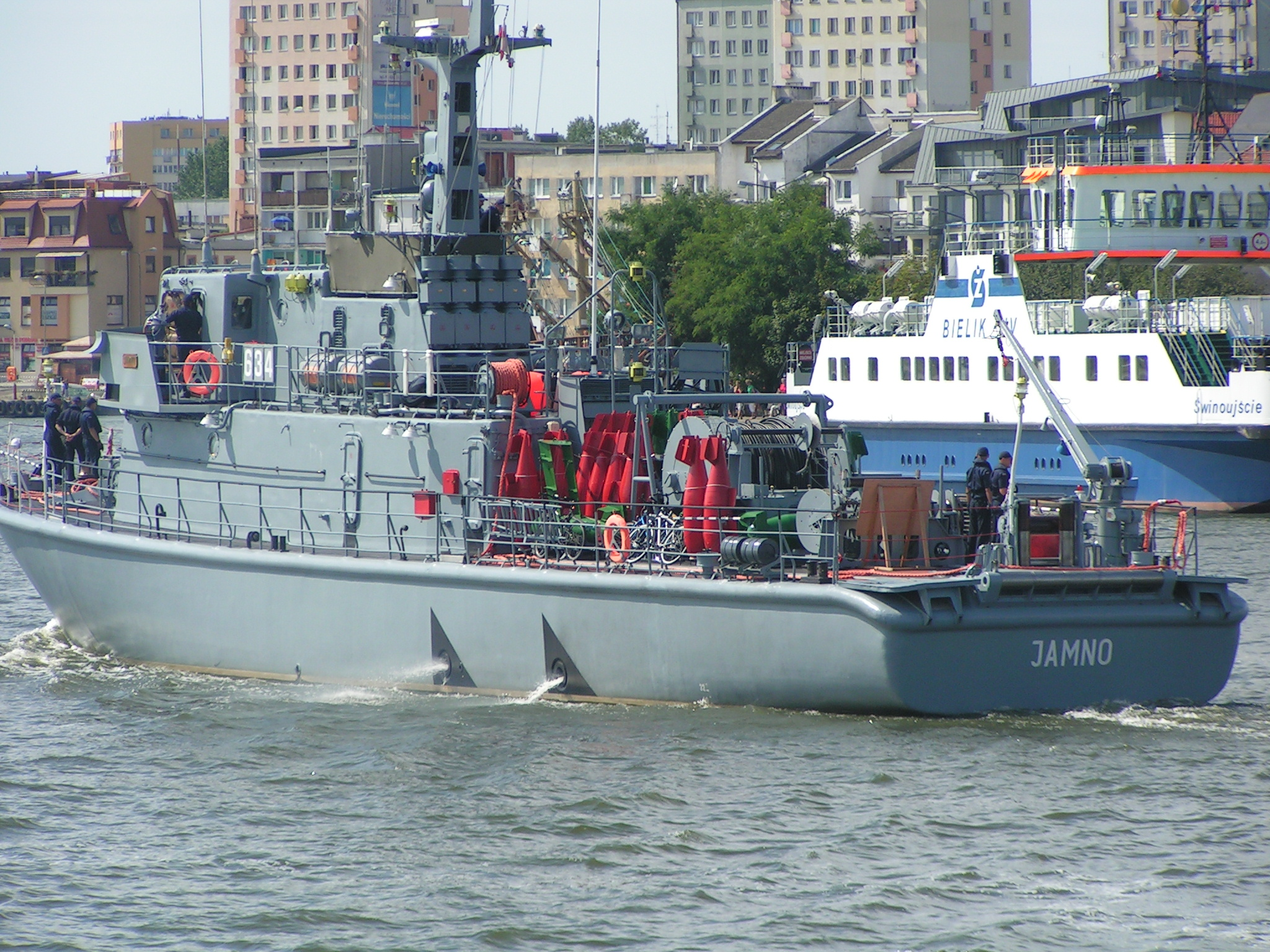
ORP „Jamno” w Świnoujściu

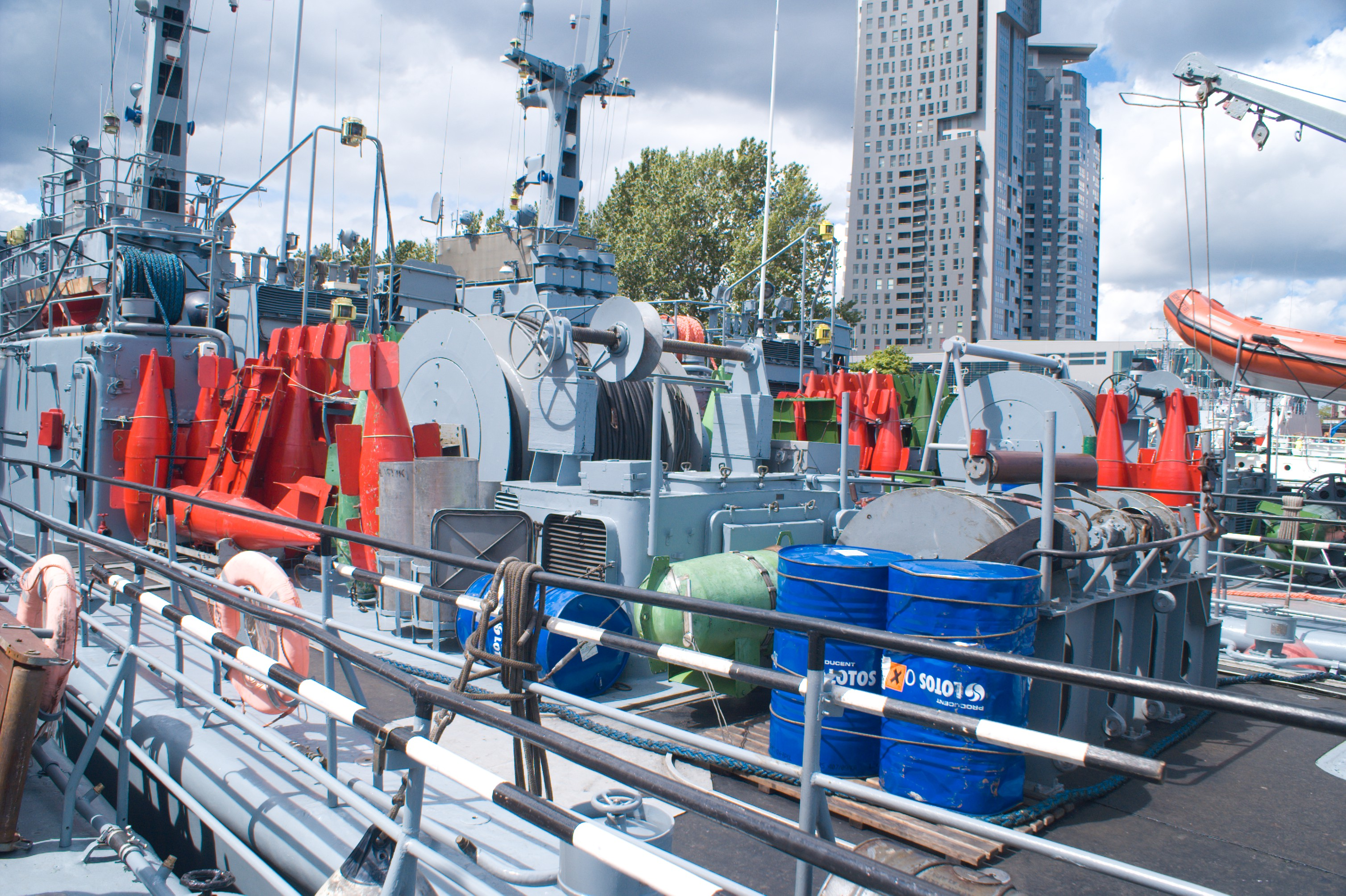
Pokład rufowy trałowca ORP „Gardno”, dobrze widoczne jest wyposażenie trałowe

Trałowce projektu 207 – seria 17 polskich trałowców bazowych zbudowanych przez Stocznię Marynarki Wojennej w Gdyni dla polskiej Marynarki Wojennej.

## Projekt
W połowie lat 60. XX wieku Polska Marynarka Wojenna znacznie rozbudowywała siły przeciwminowe, które liczyły 56 okrętów 5 typów, w tym dwa typu kutrów trałowych. Wraz z końcem lat 60. w Dowództwie Marynarki Wojennej (DMW) zrodziła się koncepcja budowy nowego typu trałowca redowego. W tym celu podjęto i przeprowadzono wiele analiz technicznych tak, że w 1968 roku opracowano wstępne wymagania taktyczno-techniczne nowych okrętów, których kadłuby miały być drewniane. Wkrótce jednak zarzucono tę koncepcję i rozpoczęto szereg prac naukowo-badawczych z zakresu konstrukcji i technologii okrętów z laminatów poliestrowo-szklanych (LPS), wyposażenia trałowego, czy też minimalizacji pól fizycznych. Na początku 1970 roku w Biurze Projektowo-Konstrukcyjnym Stoczni Północnej im. Bohaterów Westerplatte w Gdańsku, rozpoczęto prace projektowe nad nową jednostką małomagnetycznego trałowca redowego. Rolę głównego konstruktora sprawował mgr inż. Roman Kraszewski, którego później zastąpił mgr inż. Janusz Jasiński. Z ramienia Szefostwa Budowy Okrętów DMW nadzór sprawował kmdr Kazimierz Perzanowski. W tym samym roku ukończono analizę taktyczno-techniczno-ekonomiczną okrętu, który otrzymał numer projektowy 207 i jawny kryptonim Indyk. 
Jednostka prototypowa, nosząca oznaczenie typ 207D ORP „Gopło”, została zwodowana 16 kwietnia 1981 w Stoczni Marynarki Wojennej w Gdyni. Jednostkę  wykorzystano w roli okrętu doświadczalnego przeznaczonego do testowania nowych typów stacji hydrolokacyjnych i trałów. Miejsce stacjonowania okrętu to Port Wojenny Gdynia-Oksywie. Kolejne jednostki serii, noszące oznaczenie typ 207P, weszły do składu 12 Dywizjonu Trałowców 8 Flotylli Obrony Wybrzeża w Świnoujściu.
Okręty przeznaczone dla 13 Dywizjonu Trałowców 9 Flotylli Obrony Wybrzeża na Helu to zmodernizowana wersja jednostek typu 207 która nosi oznaczenie typ 207M. 
Obecnie wszystkie jednostki służą w 8 Flotylli Obrony Wybrzeża w 12. Wolińskim Dywizjonie Trałowców i 13. Dywizjonie Trałowców.

## Opis
Trałowiec bazowy projektu 207D (typu Gopło). Zbudowany w Stoczni Marynarki Wojennej w Gdyni. Stępkę pod jednostkę prototypową ORP Gopło położono w styczniu 1979 roku, zwodowano w kwietniu 1981 roku zaś do służby wcielono w lutym 1982 roku. Jest jednostką małomagnetyczną przeznaczoną do poszukiwania i niszczenia min kontaktowych i niekontaktowych. Ograniczenie pola magnetycznego osiągnięto głównie dzięki zastosowaniu w konstrukcji kadłuba i pokładówki laminatu poliestrowo-szklanego. Uzbrojony jest w:
- trały kontaktowe i niekontaktowe
- morski zestaw rakietowo-artyleryjski ZU-23-2MR Wróbel
- tory minowe do zabierania wariantowego uzbrojenia min morskich lub zrzutni grawitacyjnych bomb głębinowych[3][4]

Trałowce bazowe projektu 207P (typu Gardno). Zbudowane w Stocznia Marynarki Wojennej w Gdyni w latach 1983 - 1990. Są to jednostki małomagnetyczne przeznaczone do poszukiwania i niszczenia min kontaktowych i niekontaktowych. Ograniczenie pola magnetycznego osiągnięto głównie dzięki zastosowaniu w konstrukcji kadłuba i pokładówki laminatu poliestrowo-szklanego. Uzbrojone są w:
- trały kontaktowe i niekontaktowe
- morski zestaw rakietowo-artyleryjski ZU-23-2M Wróbel lub ZU-23-2MR Wróbel
- tory minowe do zabierania wariantowego uzbrojenia min morskich lub zrzutni grawitacyjnych bomb głębinowych[5]

Trałowce bazowe projektu 207M (typu Mamry). Zbudowane w Stoczni Marynarki Wojennej w Gdyni w latach 1991 - 1994. Są to jednostki małomagnetyczne przeznaczone do poszukiwania i niszczenia min kontaktowych i niekontaktowych. Ograniczenie pola magnetycznego osiągnięto głównie dzięki zastosowaniu w konstrukcji kadłuba i pokładówki laminatu poliestrowo-szklanego. Trałowce projektu 207 M stanowią zmodernizowaną wersję okrętów 207 P (typu Gardno). Zastosowano na nich nowszej generacji wyposażenie hydrolokacyjne, trałowe i artyleryjskie. Uzbrojone są w:
- trały kontaktowe i niekontaktowe
- morski zestaw rakietowo-artyleryjski ZU-23-2-MR
- tory minowe do zabierania wariantowego uzbrojenia min morskich lub zrzutni grawitacyjnych bomb głębinowych[6]

## Zestawienie
| Nazwa          | Numer taktyczny | Podniesienie bandery |
| Projekt 207D   |                 |                      |
| ORP „Gopło”    | 630             | 13 marca 1982        |
| Projekt 207P   |                 |                      |
| ORP „Gardno”   | 631             | 31 marca 1984        |
| ORP „Bukowo”   | 632             | 23 czerwca 1985      |
| ORP „Dąbie”    | 633             | 11 maja 1986         |
| ORP „Jamno”    | 634             | 11 maja 1986         |
| ORP „Mielno”   | 635             | 9 maja 1987          |
| ORP „Wicko”    | 636             | 12 października 1987 |
| ORP „Resko”    | 637             | 26 marca 1988        |
| ORP „Sarbsko”  | 638             | 12 października 1988 |
| ORP „Necko”    | 639             | 9 maja 1989          |
| ORP „Nakło”    | 640             | 2 marca 1990         |
| ORP „Drużno”   | 641             | 21 września 1990     |
| ORP „Hańcza”   | 642             | 1 marca 1991         |
| Projekt 207M   |                 |                      |
| ORP „Mamry”    | 643             | 25 września 1992     |
| ORP „Wigry”    | 644             | 14 maja 1993         |
| ORP „Śniardwy” | 645             | 28 stycznia 1994     |
| ORP „Wdzydze”  | 646             | 2 grudnia 1994       |